# Armoriale dei comuni del Varsinais-Suomi
Questa pagina contiene le armi (stemma e blasonatura) dei comuni finlandesi appartenenti alla regione del Varsinais-Suomi.
|  | Regione del Varsinais-Suomi Punaisessa kentässä ristikkäin kaksi kultaista peistä; kumpaankin peitseen on kiinnitetty kaksikielekkeinen sininen lippu, jossa reunoihin ulottuva kultainen risti; peitsien päällikkeenä kruunullinen kultainen turnajaiskypärä. Kruunu on herttuakunnan kruunu. (di rosso, a due lance in decusse d'oro, con banderuole d'azzurro, alla croce del secondo, caricate dall'elmo coronato da torneo dello stesso; lo scudo cimato da una corona di duca ) |

## Comuni e città attuali
| Stemma | Nome del comune e blasonatura |
| ------ | --- |
|        | Aura Punaisessa kentässä alainen, aaltokoroinen hirsi, jonka yläpuolella kehäaura; kaikki kultaa. (di rosso, alla fascia ondata abbassata d'oro, sormontata da un aratro dello stesso) |
|        | Kaarina Punaisessa kentässä kolme nousevaa kultaista, apilakärkistä sudenhammasta (di rosso, a tre denti di lupo d'oro nascenti dalla punta e trifogliati) |
|        | Kimitoön Sinisessä kentässä kultainen potkuri vinoristikkäin. (d'azzurro, all'elica d'oro posta in decusse) |
|        | Koski Tl Punaisessa kentässä kuusisakaraista kannustähteä ympäröivä rengas, jonka ulkoreuna on lohenpyrstökoroinen, molemmat hopeaa. (di rosso, alla rotella di sperone d'argento, circondata da un cerchio dello stesso con il bordo esterno a coda di rondine di otto pezzi) |
|        | Kustavi Punaisessa kentässä aaltokoroinen hopeapalkki, jonka saatteena molemmin puolin paaluittain kulta-ankkuri (di rosso, alla banda ondata d'argento, accostata da due ancore d'oro) |
|        | Laitila Punaisessa kentässä hopeinen, kultavaruksinen kukko pidellen oikeassa jalassaan hopeista kovelia (di rosso, al gallo ardito d'argento, imbeccato, crestato, bargigliato e membrato d'oro, tenente nella zampa destra un "bark blazer" del secondo) |
|        | Lieto Punaisessa kentässä nouseva Pyhä Pietari pidellen oikeassa kädessään avainta ja vasemmassa kirjaa; kaikki kultaa. (di rosso, al San Pietro nascente dalla punta, tenente una chiave nella destra e un libro aperto nella sinistra, il tutto d'oro) |
|        | Loimaa Sinisessä kentässä paaluittain vehnäntähkä, jossa kaksi lehteä, saatteena neljä apilaristiä asetettuina 2+2; kaikki kultaa. (d'azzurro, alla spiga di grano posta in palo, fogliata di due pezzi, accostata da quattro crocette trifogliate poste in due pali da 2, il tutto d'oro) |
|        | Marttila Punaisessa, vihreätyviöisessä kilvessä ratsastava, viittaansa leikkaava Pyhä Martti, jonka alapuolella istuva kerjäläinen; kaikki kultaa. (di rosso, alla campagna di verde, al San Martino a cavallo che taglia il suo mantello e sotto di lui un mendicante seduto, il tutto d'oro) |
|        | Masku Punaisessa kentässä ristikkäin kaksi hopeista marsalkansauvaa, joiden päätehelat kultaa. Sauvojen saatteena neljä kulta-apilaa. (di rosso, a due bastoni da maresciallo d'argento guarniti d'oro, posti in decusse e accantonati da quattro foglie di trifoglio dello stesso) |
|        | Masku (fino al 2008) Punaisessa kentässä viisi kultaista haavanlehteä, asetettuina 1 + 3 + 1. (di rosso, a cinque foglie di pioppo d'oro poste in croce 1, 3, 1) |
|        | Mynämäki Punaisessa kentässä kolme kultaista sulkakynää paaluittain (di rosso, a tre penne d'oca d'oro poste in palo e ordinate in fascia) |
|        | Naantali Mustassa kentässä minuskelikirjaimet vg, joiden yläpuolella avonainen ritarikruunu; kaikki kultaa (di nero, alle lettere minuscole gotiche vg d'oro, sormontate da una corona aperta da cavaliere) |
|        | Nousiainen Punaisessa kentässä piispanistuimella istuva Pyhä Henrik, joka polkee jaloillaan kirves kädessä maassa makaavaa miestä, kaikki kultaa. (di rosso, al Sant'Enrico seduto su un seggio vescovile, con i piedi posati su un uomo sdraiato a terra che tiene un'ascia in mano, il tutto d'oro) |
|        | Oripää Punaisessa kentässä kultainen hevosenpää, jonka kaula jatkuu kultaisena paaluna kilven alareunaan (di rosso, al palo d'oro ritirato in punta da cui nasce una testa di cavallo dello stesso) |
|        | Paimio Punaisessa, kulta-apilasirotteisessa kentässä hopeinen napakaira (di rosso seminato di trifogli d'oro, al cavatappi ("auger") d'argento) |
|        | Pyhäranta Punaisessa kentässä kultainen apilaristi, jonka alaosa muodostaa ankkurin (di rosso, alla croce trifogliata terminante ad ancora verso la punta, il tutto d'oro) |
|        | Pöytyä Punaisessa kentässä kultainen lyhde, jonka päällikkeenä hopeinen orsivaaka. (di rosso, al covone d'oro, caricato da una bilancia d'argento attraversante) |
|        | Raisio Hopeakentässä punaisella hevosella ratsastava Pyhä Martti leikkaamassa miekallaan kappaletta viitastaan. Pyhimyksen kasvot ja kädet luonnonväriä, puku sininen, viitta ja saappaat punaiset, miekka hopeaa sekä sädekehä ja tukka kultaa. Hevosen varustus ja varukset kultaa. (d'argento, al San Martino al naturale, capelluto d'oro, vestito d'azzurro, mantellato e calzato di rosso, su un cavallo passante dello stesso, bardato e unghiato d'oro; il santo con una spada d'argento, tenuta con la destra, taglia il mantello tenuto con la sinistra) |
|        | Rusko Punaisessa kentässä kolme kruunattua viikatteen terää alakkain; kaikki kultaa (di rosso, a tre lame di falce coronate d'oro, poste l'una sull'altra) |
|        | Rusko (fino al 2008) Punaisessa kentässä nouseva piispansauva, jossa koristeena aurinko; kaikki kultaa (di rosso all'estremità superiore di un pastorale nascente dalla punta e decorato con un sole, il tutto d'oro) |
|        | Salo Punaisessa kentässä kultatammi ja sakarakoroinen kultalakio, jossa musta sarvi. (di rosso, alla quercia sradicata e fruttata d'oro, al capo merlato dello stesso caricato da un corno di nero) |
|        | Salo (fino al 2008) Sinisessä kilvessä kultaisella aaltoviivalla uiva hopeinen joutsen ja sen yläpuolella hopeinen lilja: oikeassa kolkassa vasemmalta esiin työntyvä haarniskoitu pistoolia pitelevä käsivarsi. Kilven päällä herttuankruunu. (d'azzurro, al filetto ondato d'oro, posto in fascia abbassata sostenente un cigno d'argento sormontato da un giglio dello stesso; al canton destro del capo d'oro caricato da un destrocherio armato d'argento uscente dal fianco sinistro del cantone e tenente una pistola; sullo scudo una corona da duca)      |
|        | Sauvo Kultakentässä seisova naakka, saatteena kummallakin puolellaan kuusikärkinen kannustähti keskenään vastapalkeittain; kaikki mustia. (d'oro, alla taccola ferma di nero accompagnata da due rotelle di sperone dello stesso poste in sbarra) |
|        | Somero Hopeisessa kentässä musta havupuun kanto, josta punaiset, kultasydämiset liekit nousevat ylös ja sivuille. (d'argento, al ceppo di conifera sradicato di nero, da cui escono superiormente e ai lati delle fiamme di rosso ripiene d'oro) |
|        | Taivassalo Punaisessa kentässä kultainen yksimastoinen purjealus, jonka purjeessa punainen Mantovan risti (di rosso, alla nave d'oro con una croce scorciata e patente del campo sulla vela) |
|        | Tarvasjoki Punaisessa kentässä alainen, aaltokoroinen hopeahirsi, josta nousee kultainen kauris. (di rosso, alla fascia ondata abbassata d'argento, da cui nasce un cervo rampante d'oro) |
|        | Turku Sinisessä kentässä kultainen goottilainen A-kirjain, jonka ympärillä neljä hopealiljaa 1+2+1 (d'azzurro, alla lettera A gotica d'oro accompagnata da quattro gigli d'argento posti 1, 2, 1) |
|        | Uusikaupunki Hopeakentässä pystyssä selätysten kaksi sinistä haukea. (d'argento, a due lucci addossati d'azzurro) |
|        | Vehmaa Kultakentässä punainen, ristisauvaa ja kirjaa pitelevä ja vihreää lohikäärmettä polkeva Pyhä Margareeta, jonka kasvot ja kädet luonnonväriä. (d'oro, alla Santa Margherita di Antiochia al naturale, vestita di rosso, tenente con la destra una croce astata e con la sinistra un libro dello stesso, che calpesta un drago di verde) |

## Municipalità disciolte e vecchie blasonature
| Stemma | Nome del comune e blasonatura |
| ------ | --- |
|        | Alastaro Mustassa kentässä kaksi paaluittaista tulusrautaa selätysten, niiden kummallakin puolella apilanlehti; kaikki kultaa. (di nero, a due pietre focaie addossate d'oro, accostate da due foglie di trifoglio dello stesso) |
|        | Angelniemi Punaisessa kentässä kultaiset kolmoisankkurit (di rosso, a tre ancore d'oro attestate e poste in pergola) |
|        | Askainen Punaisessa kentässä ristikkäin kaksi hopeista marsalkansauvaa, joiden päätehelat kultaa. Sauvojen saatteena neljä kulta-apilaa. (di rosso, a due bastoni da maresciallo d'argento guarniti d'oro, posti in decusse e accantonati da quattro foglie di trifoglio dello stesso) |
|        | Dragsfjärd Sinisessä kentässä kultainen potkuri vinoristikkäin. (d'azzurro, all'elica d'oro posta in decusse) |
|        | Halikko Punaisessa kentässä kultatammi ja sakarakoroinen kultalakio, jossa musta sarvi. (di rosso, alla quercia sradicata e fruttata d'oro, al capo merlato dello stesso caricato da un corno di nero) |
|        | Hiittinen Punaisessa kentässä kultahirsi, jossa kaksi toisistaan poispäin suunnattua kolmikärkistä sinistä atraimenterää, joilla on yhteinen varsi (di rosso, alla fascia d'oro, caricata di due tridenti addossati d'azzurro posti in fascia, con il manico comune) |
|        | Houtskari Hopeakentässä punainen kolmimastoinen hansalaiva purjehtimassa aaltokoroisella sinisellä tyviöllä, jossa kolme hopeista kalaa järjestettynä 2 + 1. (d'argento, al veliero di tre alberi dell'Hansa di rosso, navigante su una campagna ondata d'azzurro caricata da tre pesci d'argento) |
|        | Iniö Punaisessa kentässä reunoihin ulottuva verkko, jonka päälikkeenä paalu; molemmat kultaa (di rosso, alla rete d'oro, al palo dello stesso attraversante) |
|        | Kaarina (fino al 2008) Punaisessa kentässä hopeinen, yläreunaltaan rikottu teilausratas; päällikkeenä Pyhä Katariina, oikeassa kädessään miekka ja kohotetussa vasemmassa kädessään avonainen kirja; kaikki kultaa. (di rosso, alla ruota di Santa Caterina d'argento, rotta in alto, caricata da una Santa Caterina tenente una spada nella mano destra e un libro aperto con la mano sinistra alzata, il tutto d'oro) |
|        | Kakskerta Kultakentässä kaksi mustaa, peräsimellä varustettua venettä hirsittäin alatusten, kummassakin veneessä punainen porraspäädyn muotoinen tiilipino. (d'oro, a due barche con il timone di nero, ciascuna sostenente una piramide di mattoni rossi, poste l'una sull'altra) |
|        | Kalanti Punaisessa kilvessä aaltokoroinen hopeahirsi. Yläkentässä kultainen, mustalla raudoituksella varustettu matkavakka. Alakentässä kultainen koukkuaura, jonka kärki on musta. (di rosso, alla fascia ondata d'argento accompagnata in capo da un baule d'oro legato di nero e in punta da un aratro pure d'oro con la lama di nero)                                                                               |
|        | Karinainen Punaisessa kentässä kultainen irtoristi, jonka yläsakara on kolmihaaraisen havunoksan muotoinen. (di rosso, alla croce scorciata d'oro, il cui braccio superiore ha forma di ramo d'abete) |
|        | Karjala Punaisessa kentässä kultainen leili. (di rosso, alla borraccia d'oro) |
|        | Karuna Punaisessa kentässä esiin työntyvä, hopeinen käsivarsi pidellen kultaisessa jalassa palavaa hopeakynttilää, liekki kultaa. (di rosso, al destrocherio d'argento uscente dal fianco sinistro dello scudo, tenente un candeliere d'oro sostenente una candela del secondo, infiammata d'oro) |
|        | Kemiö Kilpi lehmuskoroisesti puna-kultakatkoinen. (troncato a foglia di tiglio di rosso e d'oro) |
|        | Kiikala Punaisessa kentässä kultainen nauris. (di rosso, alla rapa fogliata di tre pezzi d'oro) |
|        | Kisko Vihreässä kentässä kaksi vuorihakkua ristikkäin, niiden alapuolella apilakoroinen tyviö; kaikki hopeaa. (di verde, a due picconi d'argento posti in decusse, alla base trifogliata dello stesso) |
|        | Korppoo Kultakentässä musta kruunupää korppi siivet koholla; kruunu ja kieli punaiset (d'oro, al corvo spiegato di nero, lampassato e coronato di rosso) |
|        | Kuusjoki Kultaisessa kentässä vihreä palkki, jonka yläreuna havu- ja alareuna aaltokoroinen (d'oro, alla banda di verde, ondata nel lato inferiore e a ramo d'abete nel lato superiore) |
|        | Lemu Punaisessa kentässä alainen nelipuolainen pyörä, josta nousee apilaristi; kaikki hopeaa. (di rosso, alla ruota a quattro raggi d'argento, da cui nasce una croce trifogliata, il tutto d'argento) |
|        | Loimaa (fino al 2004) Sinisessä kilvessä palkeittain puupuntari; saatteena sen molemmin puolin paaluittainen tähkä; kaikki kultaa. (d'azzurro, alla bilancia d'oro posta in banda, accostata da due spighe dello stesso poste in palo) |
|        | Loimaan kunta (fino al 2004) Sinisessä kentässä paaluittan vehnäntähkä, jossa kaksi lehteä, saatteena neljä apilaristiä asetettuina 2 + 2; kaikki kultaa. (d'azzurro, alla spiga di grano posta in palo, fogliata di due pezzi, accostata da quattro crocette trifogliate poste in due pali da 2, il tutto d'oro) |
|        | Lokalahti Puna-hopeakatkoinen kilpi; yläkentässä hopeinen, mustajalkainen, lentävä lokki; alakentässä reunoihin ulottuva punainen verkko. (troncato di rosso, al gabbiano volante d'argento membrato di nero, e d'argento, alla rete del primo) |
|        | Maaria Punaisessa kentässä rukoukseen polvistunut Neitsyt Maria, saatteena kummallakin puolellaan Marian monogrammi; kaikki kultaa. (di rosso, alla Santa Maria d'oro inginocchiata in preghiera, accostata da due monogrammi della Madonna dello stesso) |
|        | Mellilä Vihreässä kentässä neljä kultatähkää, jotka yhtyvät varsistaan ristiksi. (di verde, alla croce di spighe d'oro) |
|        | Merimasku Hopeakentässä tyvestä nouseva punainen pohjoisviitta (reimari). (d'argento, al gonfalone nordico (spar buoy) di rosso uscente dalla punta) |
|        | Metsämaa Punaisessa kentässä yläreunaltaan kuusikoroinen hopeahirsi. (di rosso, alla fascia d'argento delimitata superiormente ad abeti) |
|        | Mietoinen Punaisessa kentässä kolme kultaista sulkakynää paaluittain. (di rosso, a tre penne d'oca d'oro poste in palo e ordinate in fascia) |
|        | Muurla Punaisessa kentässä vesirattaan puolikas, josta kasvaa lilja, kaikki kultaa. (di rosso, alla ruota da mulino mancante in alto, sostenente un giglio dal pie' nodrito, il tutto d'oro) |
|        | Mynämäki (fino al 2006) Hopeakentässä punainen kärki, jossa kultainen nouseva apilaristi. (di rosso, alla croce trifogliata d'oro uscente dalla punta, mantellato d'argento) |
|        | Naantalin maalaiskunta Mustassa kentässä kultainen, ulkoreunaltaan liekkikoroinen vihkiristi. (di nero, alla croce della consacrazione d'oro raggiante sul bordo esterno) |
|        | Nagu Punaisessa kentässä hopeinen, kultakruunuinen ankkuri. (di rosso, all'ancora d'argento coronata d'oro) |
|        | Paattinen Kultakentässä esiintyöntyvä, musta veneenkeula, jonka kokkapuulla seisoo siivet koholla musta, punavaruksinen varis. (d'oro, alla prora di barca di nero uscente dal fianco sinistro dello scudo, il cui bompresso sostiene un corvo sorante dello stesso, membrato e imbeccato di rosso) |
|        | Pargas Punaisessa kentässä paaluittainen, siivekäs vuorimoukari, jonka varren alaosa muodostaa ankkurinperän ja sen kourat, kaikki kultaa (di rosso, alla mazza alata terminante ad ancora verso la punta, il tutto d'oro) |
|        | Pargas landskommun Punaisessa kentässä nouseva, reunoihin ulottuva, porttiholvilla varustettu muuri, jonka yläpuolella kolme simpukkaa; kaikki kultaa. (di rosso, al ponte d'oro uscente dalla base, murato di nero e aperto del campo, sormontato da tre conchiglie d'oro ordinate in fascia) |
|        | Perniö Punaisessa kentässä kaateinen auranterä, josta kasvaa viisi lehmuksenlehteä; kaikki kultaa. (di rosso, alla punta d'aratro rovesciata da cui nascono cinque foglie di tiglio, il tutto d'oro) |
|        | Pertteli Mustassa kentässä hopeinen P. Pärttyli, oikeassa kädessään punavartinen kultaveitsi, vasemmassa kultakirja, jonka kannessa punainen risti; sädekehä kultaa. (di nero, al San Bartolomeo d'argento, aureolato d'oro, tenente con la destra un coltello dello stesso manicato di rosso e con la sinistra un libro pure d'oro con una croce di rosso)                                                             |
|        | Piikkiö Punaisessa kentässä kolme nousevaa kultaista, apilakärkistä sudenhammasta (di rosso, a tre denti di lupo d'oro nascenti dalla punta e trifogliati) |
|        | Pyhämaa Punaisessa kentässä kultaristi, jossa sininen mansikanlehti. (di rosso, alla croce d'oro, caricata da un fusto di fragola d'azzurro, fogliato di tre pezzi) |
|        | Rymättylä Sinisessä kentässä kaksi hopeista silakkaa hirsittäin alatusten, joiden saatteena yhdeksän viisisakaraista kultatähteä ryhmitettynä 3+3+3. (d'azzurro, a due aringhe del Baltico d'argento nuotanti l'una sull'altra, accompagnate da nove stelle d'oro poste 3, 3, 3) |
|        | Suomusjärvi Nyhäkoron kolmesti hopeaan ja punaiseen katkaisema kilpi (fasciato cannellato d'argento e di rosso di quattro pezzi) |
|        | Särkisalo Vihreässä kentässä kultainen ankkuri, jonka molemmin puolin saatteena hopeinen simpukka (di verde, all'ancora d'oro accostata da due conchiglie d'argento) |
|        | Uskela Punaisessa kentässä kaksi hopeista, paaluittaista häränsarvea, joiden välissä kultalilja (di rosso, a due corna di bue d'argento, addossate in palo, racchiudenti un giglio d'oro) |
|        | Vahto Punaisessa kentässä kolme kruunattua viikatteen terää alakkain; kaikki kultaa (di rosso, a tre lame di falce coronate d'oro, poste l'una sull'altra) |
|        | Velkua Punaisessa kentässä kultainen veneen peräsin varsineen (di rosso, al timone navale col manico d'oro) |
|        | Västanfjärd Punaisessa kentässä kaateinen polviorsi ja yläpuolella saatteena laivakello; molemmat kultaa. (di rosso, allo scaglione rovesciato abbassato d'oro, accompagnato in capo da una campana di nave dello stesso) |
|        | Yläne Kilpi katkoinen, yläkenttä punainen ja alakenttä kultaa, josta kasvaa kolme kultaista kuusta; alakentässä punainen hirsi (troncato di rosso, a tre abeti d'oro uscenti dalla partizione, e d'oro, alla fascia di rosso) |